# Kondoros
Kondoros est une ville du comitat de Békés en Hongrie. Elle a le titre de ville depuis le 15 juillet 2013.

## Personnages célèbres
- András Balczó
- Tibor Csernus